# Károlyi Lajos (főispán)
Nagy-károlyi gróf Károlyi Lajos (Bécs, 1799. szeptember 15. – Bécs, 1863. augusztus 28.) jogi doktor, császári és királyi kamarás, valóságos belső titkos tanácsos, főispán, a vaskoronarend I. osztályú vitéze.

## Élete
Gróf Károlyi József főispán és gróf Waldstein-Wartenberg Erzsébet fia. A pesti egyetemen 1819-ben végezte jogi tanulmányait. Egyike volt azon főuraknak, akik az 1826-ban Pozsonyban alakult és a magyar gazdasági egyesület legelső magvául szolgált «pályafutási társaság» legelső bizottságát képezték. Közhivatalnokoskodását a magyar udvari kancelláriánál kezdette; rövid idő mulva Pest megyénél aljegyzővé neveztette ki magát. 1830. március 19-én Csongrád megye főispáni helytartójává neveztetett ki. 1841. szeptember 16-án Abaúj megye főispánja, 1845-ben Nyitra megye főispánja lett; a főispánságot 1848-ban a felelős magyar minisztérium alatt is megtartotta. Az állattenyésztő társaságnak 1832. május 27-én közgyűlésén alelnökévé, 1835. május 27-én közgyűlésén pedig, ahol az egyesület nevét gazdasági egyesület címre változtatta, elnökévé választatott. 1839. március 17-én öccse, Károlyi György váltotta fel, aki után 1862. március 18-án ismét ő következett. Emlékét az egyesületnél először is 4200 forintos, 1863. január 1-jei végrendeletében pedig 50 000 forintnyi alapítványa tartja fenn. A politikát illetőleg a konzervatív párthoz tartozott. Rendes lakását Magyarországon már 1848 előtt tótmegyeri kastélyában tartotta; 1862-ben elhatározta, hogy ezután Pesten fogja főszállását tartani, és a Nemzeti Múzeum és lovarda tőszomszédságában pompás kastélyt építtetett. (1822. november 4-én lépett házasságra Kaunitz-Rietberg Ferdinandine hercegnővel, aki 1862. május 20-án meghalt; fia: gróf Károlyi Alajos, a londoni nagykövet).

## Művei
- Tentamen publicum ex doctrina religionis, logica, psychologia empirica, historia Hungariae pragmatica, geometria pura, et practica, literatura hungarica, quod ... subivit mense Augusto 1816. Pestini.
- Tentamen publicum ex doctrina religionis, metaphysica, physica, mathesi applicata, historia universali et literatura hungarica, quod ... subivit Pestini 3. Apr. 1817. Uo.
- Materia tentaminis ex jure patrio, jure ecclesiastico, criminali, civili romano, item statistica practica, monarchiae austriacae generali et speciali, regni Hungariae, ... atque jure metallico, quod subivit Pesthini anno 1819. Uo.
- Dissertatio inaug. historico juridica de juribus, et praerogativis palatinorum in Regno Hungariae... 21. Nov. 1819. Uo.
- Tek. ns. Csongrád vármegyének, mélt. nagy-károlyi gróf Károlyi Lajos ur...főispánság helytartója...kegyes kormányzása alatt 1835. Kisaszony hava 31. Szegvár helységben tartott tisztválasztó széke alkalmával mondott Beszédek. Szeged. (Többek beszédével együtt.)
- Mélt. n.-Károlyi gróf Károlyi Lajos úr. t. ns. Abauj megye főispánya által 1843. Szent-György hava 19. tartott közgyűlés alkalmával mondott megnyitó beszéd. Kassa.